# Chaac

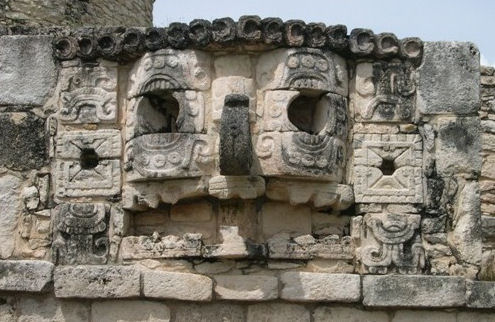
Maska boha Chaaca

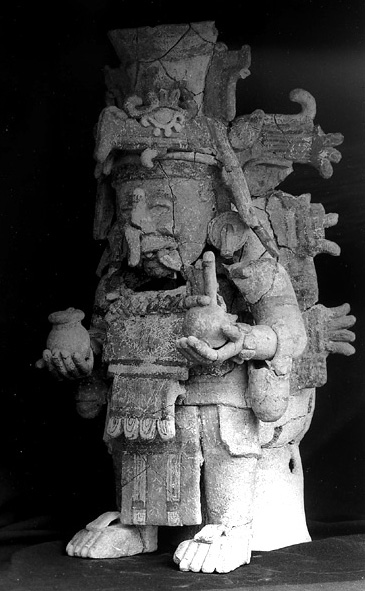
Socha boha Chaaca

Chaac je mayský bůh deště, blesků a bouře uctívaný po mnoho staletí a v domorodém mayském náboženství jsou rituály jeho kultu udržovány dodnes. Chaac ovlivňoval pomocí deště všechny vodní zdroje a byl tudíž i patronem zemědělství.